# Liolaemus talampaya
Liolaemus talampaya är en ödleart som beskrevs av  Avila 2004. Liolaemus talampaya ingår i släktet Liolaemus och familjen Tropiduridae. Inga underarter finns listade i Catalogue of Life.